# Primer vicepresidente de Azerbaiyán
El  primer vicepresidente de la República de Azerbaiyán (en azerí Azərbaycan Respublikasının Birinci vitse-prezidenti) es un funcionario (de carrera o de facto) de gobierno, que está debajo del presidente en la jerarquía organizacional. En 2016 según los resultados de las urnas fueron añadidas las figuras de primer vicepresidente y vicepresidentes, de libre designación por el jefe del Estado. Actualmente la primera vicepresidenta de la República de Azerbaiyán es Mehriban Aliyeva; otros vicepresidente no se han designado.

## Creación del cargo
El nombramiento fue efectuado en virtud de las enmiendas constitucionales aprobadas en septiembre pasado que facultan al jefe del Estado para designar libremente a un primer vicepresidente y a un vicepresidente. El cargo de primer vicepresidente es el segundo cargo en importancia dentro de la jerarquía de poder en el Estado. 
El 21 de febrero de 2017 el presidente Ilham Aliyev nombró a su esposa, Mehriban Aliyeva, primera vicepresidenta. La disposición presidencial fue publicada en la página web oficial del jefe del Estado. Un puesto que fue introducido en el país hace un año con un referéndum constitucional. Según esta reforma de la constitución, el primer vicepresidente reemplazará al presidente cuando éste abandone el país. Antes de las modificaciones a la Constitución en caso de fallecimiento del jefe del Estado o de su incapacidad para ejercer el cargo, la presidencia interina recaía sobre el primer ministro.
La primera dama y, ahora, número dos en la jerarquía estatal de Azerbaiyán, es médica de profesión y de 2005 a 2017 ocupó un escaño en el Parlamento.

## Autoridad
En el caso de retiro anticipado del Presidente de la República de Azerbaiyán en un plazo de 60 días se celebran elecciones extraordinarias del Presidente. Hasta la elección de un nuevo Presidente, el Primer Vicepresidente desempeña las funciones del Presidente de la República de Azerbaiyán. En el caso de retiro anticipado o pérdida de la capacidad de ejercer sus funciones por razones de salud del Primer Vicepresidente, los otros Vicepresidentes de la República de Azerbaiyán en la cierta coherencia obtienen el estatuto del primer vicepresidente y desempeñan las facultades del Jefe del Estado.

## Lista de Primeros Vicepresidentes/as
| Referencias                                          | #                                                    | Nombre                                               | Nombre                                               | Inicio mandato                                       | Final mandato                                        | Presidente                                           | Partido político                                     | Partido político                                     |
| Primera Vicepresidenta de la República de Azerbaiyán | Primera Vicepresidenta de la República de Azerbaiyán | Primera Vicepresidenta de la República de Azerbaiyán | Primera Vicepresidenta de la República de Azerbaiyán | Primera Vicepresidenta de la República de Azerbaiyán | Primera Vicepresidenta de la República de Azerbaiyán | Primera Vicepresidenta de la República de Azerbaiyán | Primera Vicepresidenta de la República de Azerbaiyán | Primera Vicepresidenta de la República de Azerbaiyán |
| ---------------------------------------------------- | ---------------------------------------------------- | ---------------------------------------------------- | ---------------------------------------------------- | ---------------------------------------------------- | ---------------------------------------------------- | ---------------------------------------------------- | ---------------------------------------------------- | ---------------------------------------------------- |
| [ 7 ]                                                | 1.ª                                                  |                                                      | Mehriban Arif qızı Əliyeva                           | 21 de febrero de 2017                                | Actualmente en el cargo                              | Ilham Əliyev                                         |                                                      | Nuevo Azerbaiyán                                     |

## Integridad
Durante su mandato la personalidad del Vicepresidente de la República de Azerbaiyán es inviolable. El vicepresidente de la República no puede considerarse a un juez penalmente responsable ni puede ser detenido, excepto en los casos de delito flagrante, no puede someterse a un registro o cacheo. La integridad del vicepresidente de la República de Azerbaiyán puede darse por terminado solo por el presidente de la República de Azerbaiyán  basándose en una propuesta del fiscal general de la República de Azerbaiyán.

## Mantenimiento y seguridad
El mantenimiento del vicepresidente de la República de Azerbaiyán y su familia se llevan a cabo a cuenta del Estado. se llevan a cabo a cuenta del Estado. 
La seguridad del vicepresidente de la República de Azerbaiyán y su familia se garantiza por los servicios especiales de protección.

## Derecho a ser elegido
Cualquier ciudadano de Azerbaiyán, con derecho a voto y educación superior, que no tiene la nacionalidad extranjera puede ser elegido al cargo del vicepresidente de la República de Azerbaiyán.

## Secretaría del Primer Vicepresidente
| El Jefe de la Secretaría del Primer Vicepresidente de la República de Azerbaiyán | Altai Hasanov    |
| El subjefe de la Secretaría del Primer Vicepresidente                            | Mehti Dadashev   |
| El subjefe de la Secretaría del Primer Vicepresidente                            | Fariz Rzaev      |
| Asistente del Primer Vicepresidente                                              | Anar Alakbarov   |
| Asistente del Primer Vicepresidente                                              | Usif Mammadaliev |
| Asistente del Primer Vicepresidente                                              | Elchin Amirbekov |
| Asistente del Primer Vicepresidente                                              | Gunduz Karimov   |